# Sphagnum trinitense
Sphagnum trinitense är en bladmossart som beskrevs av C. Müller 1848. Sphagnum trinitense ingår i släktet vitmossor, och familjen Sphagnaceae. Inga underarter finns listade i Catalogue of Life.